# سارا مكوي
سارا مكوي (بالإنجليزية: Sarah McCoy) (1980، فورت نوكس في الولايات المتحدة)؛ روائية أمريكية. درست في جامعة فرجينيا للتقنية.